# Škoda 8Tr

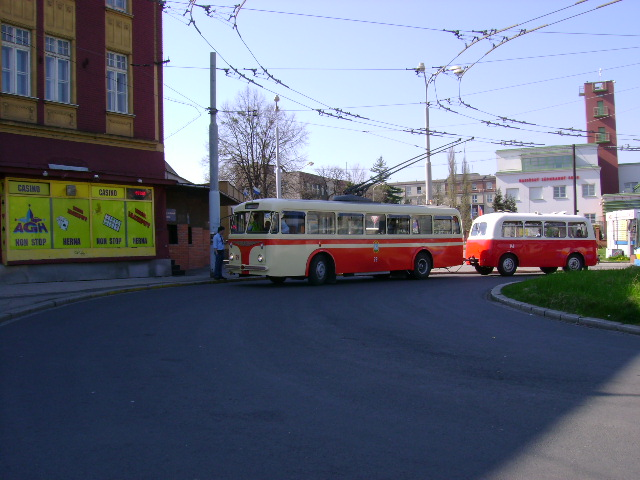
Ostravský trolejbus 8Tr s vlekem Karosa B 40 na náměstí Republiky

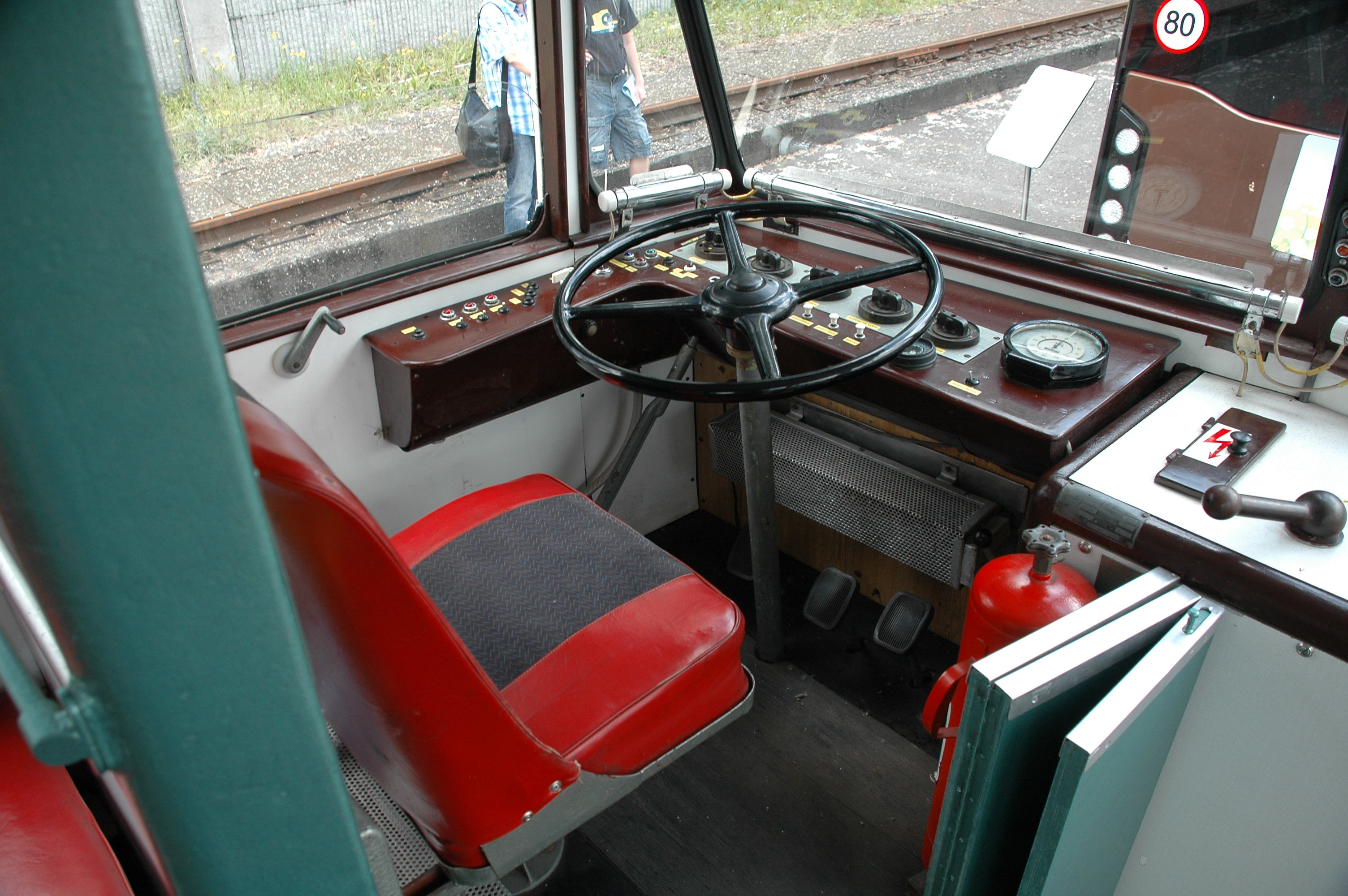
Kabina řidiče trolejbusu 8Tr

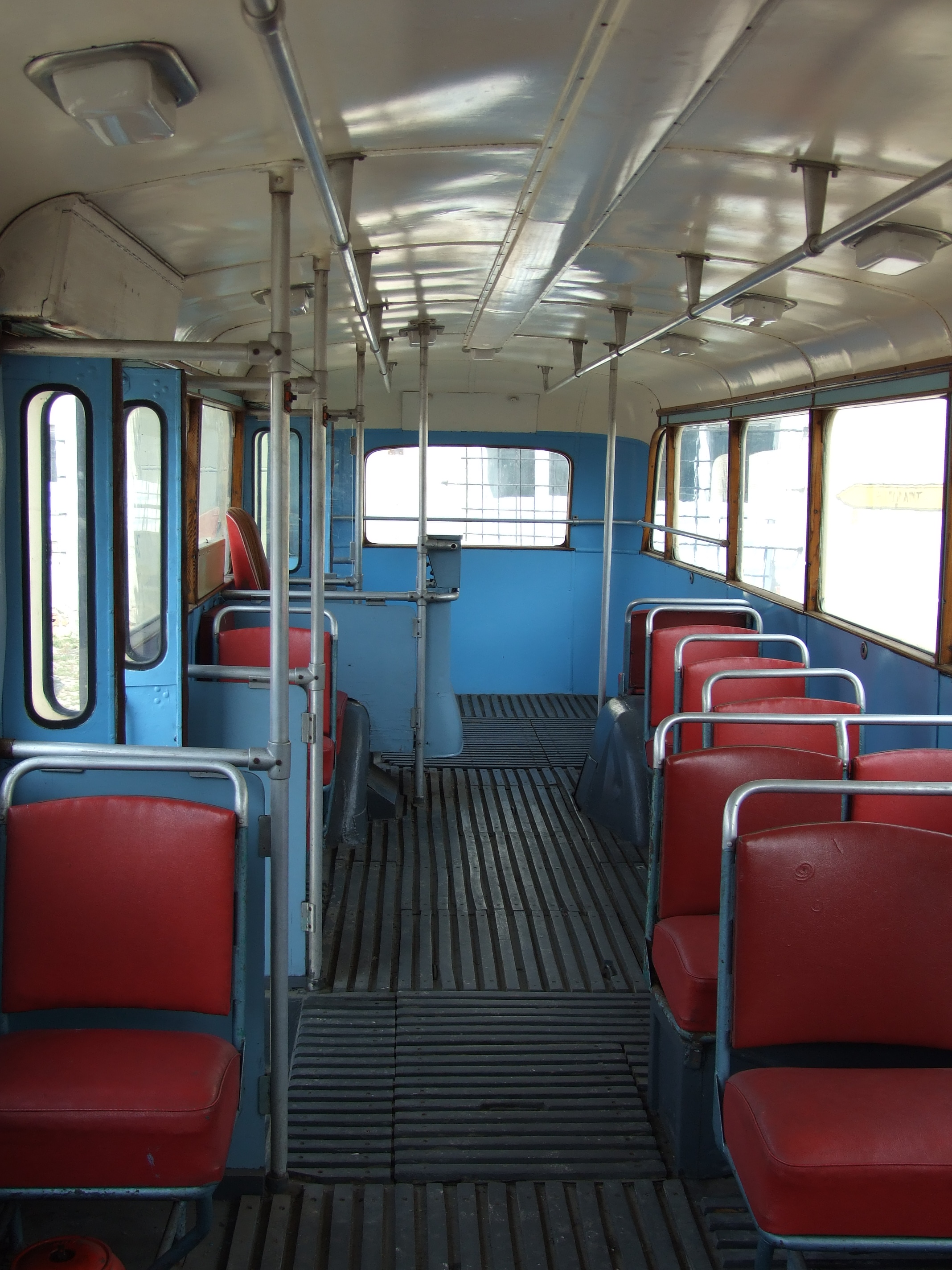
Interiér trolejbusu 8Tr

Škoda 8Tr je typ československého trolejbusu. Byl vyráběn od poloviny 50. do počátku 60. let 20. století podnikem ZVIL v Plzni a později od roku 1960 v Ostrově nad Ohří.

## Konstrukce
Trolejbus 8Tr byl konstrukčně odvozen z předchozího typu 7Tr. Mechanicky se se svým předchůdcem prakticky shodoval, odlišnosti byly zejména v elektrické části vozu. Jednalo se tedy o dvounápravový trolejbus se samonosnou karoserií. Celokovová vozová skříň byla zvnějšku oplechovaná, v interiéru byla obložena překližkou. Cestujícím sloužily dvoje (pouze u některých vozů určených pro export) nebo troje čtyřkřídlé skládací dveře na pravém boku karoserie. Na rozdíl od typu 7Tr měly trolejbusy 8Tr v interiéru již pouze příčně umístěné sedačky.
Vozy 8Tr poháněl jeden trakční motor (první dvě výrobní série obdržely motor shodný jako u typu 7Tr, od 3. série byl do trolejbusů montován motor inovovaný). Rozdílnost od vozů 7Tr spočívala především v dočasném upuštění od polosamočinného elektrického řízení trakčních obvodů při rozjezdu a elektrickém brzdění.
Na konci 50. let 20. století byly v dílnách varšavského provozovatele postaveny tři čtyřnápravové kloubové trolejbusy s použitím karoserií 8Tr. Vozidla měla řešit problém velkého počtu cestujících. Kloubové 8Tr však nebyly příliš obratné a další výroba byla zastavena.

## Prototyp
Prototyp trolejbusu 8Tr byl vyroben v roce 1956. Po svém dokončení byl nejprve vystavován v Káhiře (z tohoto důvodu měl speciálně zesílenou tepelnou izolaci). Následně se v letech 1956 a 1957 účastnil porovnávacích zkoušek dvounápravových a třínápravových trolejbusů v Praze. V roce 1957 byl předán do Mariánských Lázní, kde byl zařazen do pravidelného provozu (obdržel evidenční číslo 7). Zde jezdil do roku 1975, kdy byl odprodán do Plzně. Zde po evidenčním číslem 99/II jezdil do roku 1978. Poté byl vyřazen a odprodán do Boru u Tachova. Ve druhé polovině 80. let byl přesunut do obce Racov, sešrotován byl v roce 2000.

## Provoz
V letech 1956 až 1961 bylo vyrobeno ve dvanácti výrobních sériích celkem 742 vozů.
| Současný stát | Město                       | Článek | Typ | Roky dodávek | Počet vozů | Evidenční čísla při dodání     | Poznámky               | Zdroj |
| ------------- | --------------------------- | ------ | --- | ------------ | ---------- | ------------------------------ | ---------------------- | ----- |
| Česko         | Brno                        | článek | 8Tr | 1957 – 1960  | 11 kusů    | 32 – 42                        |                        |       |
| Česko         | České Budějovice            | článek | 8Tr | 1957 – 1960  | 16 kusů    | 3, 14, 17, 34, 36, 37 – 47     |                        |       |
| Česko         | Děčín                       | článek | 8Tr | 1957 – 1960  | 7 kusů     | 1, 3, 4, 7, 20 – 22            |                        |       |
| Česko         | Hradec Králové              | článek | 8Tr | 1957 – 1960  | 16 kusů    | 66 – 70, 72 – 82               |                        |       |
| Česko         | Jihlava                     | článek | 8Tr | 1957 – 1960  | 6 kusů     | 6, 16 – 20                     |                        |       |
| Česko         | Mariánské Lázně             | článek | 8Tr | 1957 – 1960  | 4 kusy     | 6 – 9                          | 7 – prototyp           |       |
| Česko         | Opava                       | článek | 8Tr | 1957 – 1960  | 5 kusů     | 13 – 17                        |                        |       |
| Česko         | Ostrava                     | článek | 8Tr | 1958 – 1961  | 21 kusů    | 27 – 47                        |                        |       |
| Česko         | Pardubice                   | článek | 8Tr | 1957 – 1961  | 14 kusů    | 123 – 136                      |                        |       |
| Česko         | Plzeň                       | článek | 8Tr | 1957 – 1959  | 28 kusů    | 162 – 190                      | č. 166 nebylo obsazeno |       |
| Česko         | Praha                       | článek | 8Tr | 1960         | 35 kusů    | 470 – 504                      |                        |       |
| Česko         | Teplice                     | článek | 8Tr | 1957 – 1959  | 13 kusů    | 101 – 103, 110, 111, 113 – 115 |                        |       |
| Česko         | Zlín – Otrokovice           | článek | 8Tr | 1957 – 1960  | 17 kusů    | 27 – 43                        |                        |       |
| Čína          | Peking                      | článek | 8Tr | 1957         | 72 kusů    | 3001-3072                      |                        |       |
| Čína          | Šanghaj                     | článek | 8Tr |              |            |                                |                        |       |
| Gruzie        | Tbilisi                     | článek | 8Tr |              | 20 kusů    |                                |                        |       |
| Litva         | Vilnius                     | článek | 8Tr | 1960 – 1961  | 15 kusů    | 48 – 62                        |                        |       |
| Lotyšsko      | Riga                        | článek | 8Tr | 1960 – 1961  | 25 kusů    | 200 – 224                      |                        |       |
| Německo       | Cvikov                      | článek | 8Tr | 1959 – 1960  | 6 kusů     | 29 – 34                        |                        |       |
| Německo       | Drážďany                    | článek | 8Tr | 1958         | 1 kus      | 174                            |                        |       |
| Německo       | Eberswalde                  | článek | 8Tr | 1958 – 1960  | 7 kusů     | 1, 3, 4, 9, 10 – 12            |                        |       |
| Německo       | Erfurt                      | článek | 8Tr | 1960         | 4 kusy     | 17 – 20                        |                        |       |
| Německo       | Gera                        | článek | 8Tr | 1960         | 3 kusy     | 311 – 313                      |                        |       |
| Německo       | Greiz                       | článek | 8Tr | 1958         | 2 kusy     | 9005, 9006                     |                        |       |
| Německo       | Lipsko                      | článek | 8Tr | 1958 – 1960  | 9 kusů     | 141 – 149                      |                        |       |
| Německo       | Magdeburg                   | článek | 8Tr | 1958 – 1960  | 6 kusů     | 1058 – 1063                    |                        |       |
| Německo       | Postupim                    | článek | 8Tr | 1958         | 7 kusů     | 11 – 17                        |                        |       |
| Německo       | Výmar                       | článek | 8Tr | 1958 – 1960  | 7 kusů     | 11 – 17                        |                        |       |
| Polsko        | Gdyně                       | článek | 8Tr | 1957 – 1971  | 42 kusů    | 313 – 355                      |                        |       |
| Polsko        | Lublin                      | článek | 8Tr | 1955 – 1960  | 44 kusů    | 500 – 544                      |                        |       |
| Polsko        | Olsztyn                     | článek | 8Tr |              |            |                                |                        |       |
| Polsko        | Poznaň                      | článek | 8Tr | 1955 – 1959  | 18 kusů    |                                |                        |       |
| Polsko        | Varšava                     | článek | 8Tr | 1955 – 1958  | 21 kusů    | 91 – 111                       |                        |       |
| Polsko        | Valbřich                    | článek | 8Tr | 1959 – ?     | 39 kusů    |                                |                        |       |
| Slovensko     | Bratislava                  | článek | 8Tr | 1957 – 1961  | 57 kusů    | 135 – 191                      |                        |       |
| Slovensko     | Prešov                      | článek | 8Tr | 1960 – 1961  | 12 kusů    | 1 – 12                         |                        |       |
| Ukrajina      | Dnipro                      | článek | 8Tr |              |            |                                |                        |       |
| Ukrajina      | Kyjev                       | článek | 8Tr | 1960         | 22 kusů    | 110–131                        |                        |       |
| Ukrajina      | Simferopol – Alušta – Jalta | článek | 8Tr |              | 110 kusů   |                                |                        |       |

Výčet měst, kam byly dodány trolejbusy 8Tr, není úplný. Chybí zde některé rumunské provozy.
Jde o přehled dodaných nových vozů (přímo z výroby). Trolejbusy si různé dopravní podniky prodávaly, takže počet měst, kde je (nebo byl) v provozu typ 8Tr, je vyšší.
Poslední trolejbusy 8Tr v Československu dojezdily v roce 1982 v Ostravě.

## Historické vozy
| Původní provoz | Evidenční číslo | Současný majitel                      | Typ | Rok výroby | Historický od roku | Zdroj |
| -------------- | --------------- | ------------------------------------- | --- | ---------- | ------------------ | ----- |
| Bratislava     | 141             | TMB                                   | 8Tr | 1958       | 1976               | [ 2 ] |
| Kyjev          | T-3             | Centrum IER (muzeum)                  | 8Tr | 1960       | 2015               | [ 3 ] |
| Praha          | 136             | DPMP                                  | 8Tr | 1960       | 1997               | [ 4 ] |
| Praha          | 147             | Historische Nahverkehrsmittel Leipzig | 8Tr | 1960       | 2000               | [ 5 ] |
| Praha          | 494             | DPP                                   | 8Tr | 1960       | 1972               | [ 6 ] |
| Zlín           | 29              | DPO                                   | 8Tr | 1958       | 1996               | [ 7 ] |